# جمعية مرشدات مدغشقر
جمعية مرشدات مدغشقر هي المنظمة الإرشادية الوطنية في مدغشقر. تأسست في عام 1941، وأصبحت عضوا في الجمعية العالمية للمرشدات وفتيات الكشافة في عام 1963. المنظمة موجهه فقط للفتيات وتحوي 25152 عضو (اعتبارا من 2008).